# 台文小說
台文小說指的是以台語白話文為創作語言的小說文學，盛行於台灣。自日治時期開始，便有多位台灣作家以台語文創作小說。然而，遭受外來政權的接連壓迫，台文創作無論體裁都蒙受長期的忽視。台灣解嚴後，台灣本土意識再度高漲，台語文學重登歷史舞台，台文小說也隨之再次萌芽。
文字，一直都是台語文學界不休的爭論，早從日治時期就已分為兩大派；一是主張以台閩漢字作為書寫載體，而另外一派則是提倡拼音文字化的白話字路線。而這樣的相互爭鳴造就了後來的融合，進而帶動漢羅文的興起。
然而，長期的語言打壓下，使得多數台灣作家因為母語教育的缺乏，即便抱持母語創作之心，也沒有足夠的能力來完成純台語文的創作；因此，今日的台文小說作品多存在著華語、台語之間「相濫」的情形，雖然許多華語字詞可以台語發音，仍或多或少造成台語文受到華語文的侵蝕。
由於台灣母語教育並不成熟，多數的閩南裔台灣人對於台文漢字或羅馬字並不熟悉，進而導致無法順暢地閱讀此種文學作品，因此台語文小說在目前的商業市場上尚無法與華語文小說相抗衡。

## 寫作媒介

### 語言
台文小說顧名思義就是「以台灣話為書寫語言的小說」，因此台灣話（Tâi-oân ōe）即為此類型小說所使用的語言。另外，由於現今的台灣教育以華語教育為主，造成台灣人在閱讀及寫作母語的能力上，有些許障礙，而思想語言亦受影響或轉為華語。因此，許多小說家便以「台語、華語相雜」的模式來書寫、表達其故事。例如：蕭麗紅的《白水湖春夢》即是典型「台華相雜」的台語文小說，對話雖是全台語文，但敘述時則混合兩種語言。

### 文字
| 文字   | 文字類型                        | 範例             | 使用                                       |
| ------ | ------------------------------- | ---------------- | ------------------------------------------ |
| 漢字   | 1. 台閩字 2. 台灣閩南語推薦用字 | 台文小說         | 多數台文小說皆使用漢字為書寫工具           |
| 白話字 | 羅馬字                          | Tâi-bûn Sió-soat |                                            |
| 台羅字 | 羅馬字                          | Tâi-bûn Sió-suat | 林貴龍所著的《Thá-kheh》即是使用此文字書寫 |

- 由於台語（閩南語）擁有許多非漢語詞語以及外來語，所以許多小說創作家習慣將漢字與上述兩種文字一同書寫，即漢羅。例如清文所著的小說書名－《虱目仔e滋味》即為此種書寫模式。「e」（台羅：ê）的意思是台語的所有格助詞，義同華語「的」，但由於找尋不到其漢字且不以訓讀「的」字的模式代替，因此改以羅馬字代替。

## 相關作品

### 長篇小說
- 許丙丁：《小封神》
- 賴仁聲：《刺仔內的百合花》、《可愛的仇人》
- 黃元興：《關渡媽祖》、《彰化媽祖》
- 陳雷：《永遠的故鄉》、《陳雷台語文學選》
- 蕭麗紅：《白水湖春夢》
- 宋澤萊：《台語小說精選卷》
- 陳明仁：《A-chhun5》
- 楊嘉芬：《榕樹頂的光景》、《啥刣死阮姐夫》、《一個先生人的1997》、《四姊妹》、《紅雨落佇青山路》
- 黃連：《愛恨一線牽》
- 張聰敏：《阿瑛！啊》
- 崔根源：《水薸仔的夢》、《無根樹》、《倒頭烏 佮 紅鹹鰎》、《回顧展》、《人狗之間》、《超渡》
- 胡長松：《燈塔下》、《槍聲》、《棋盤街路的城市》、《復活的人》
- 王貞文：《天使》
- 清文：《虱目仔e滋味》
- 林貴龍：《Thá-kheh》
- 王湘琦：《俎豆同榮》
- 林央敏：《菩提相思經》

### 短篇小說
- 賴和：〈一個同志的批信〉、〈不如意的過年〉、〈富戶人的歷史〉
- 賴仁聲：〈阿娘的目屎〉、〈十字架的記號〉
- 李竹青：〈華府牽猴〉
- 宋澤萊：〈抗暴的打貓市〉
- 洪明道：《祝福的意思：等路台文版》

## 定義爭議
在台文小說的定義上，有許多劃定法。有人主張「全台文」的小說作品才是真正的台文小說；另外則有人主張無論「全台文」抑或是「台華相雜」兩種，皆屬於台文小說的範疇。但無論是狹義台文小說或是廣義的台文小說，皆有以台文為媒介的小說類型。

## 外部網站
- 台文戰線聯盟 （页面存档备份，存于）